# Haghartsin
Haghartsin là một đô thị thuộc tỉnh Tavush, Armenia. Dân số ước tính năm 2011 là 3898 người.